# Tráfico de México
Tráfico de México fue un equipo que participó en la Liga Mexicana de Béisbol con sede en la Ciudad de México, México.

## Historia
El Club Tráfico de México participó durante dos temporadas en la Liga Mexicana de Béisbol, debutó para la campaña de 1931 donde consiguió terminar en tercer lugar con marca de 14 ganados y 9 perdidos, a 3 juegos de diferencia del equipo campeón. El siguiente año el equipo logró terminar en primer lugar con marca de 24 ganados y 12 perdidos con un juego de ventaja sobre Pachuca de Hidalgo, obteniendo de esta manera el único campeonato de su historia bajo el mando de Gregorio Valdez.